# It's brand new day
〈It's brand new day〉(잇츠 브랜드 뉴 데이)는 일본의 여가수 나카모리 아키나(中森明菜)의 40번째 싱글로 2001년 5월 31일에 발매하였다. (디지털 다운로드, 12cmCD: NNCC-10001) 작사와 작곡은 Adya가, 편곡은 URU가 담당하였고 Music@nifty 소속의 레이블인 @ease에서 출시되었다. B사이드 곡은 〈Stay in love〉로 작사는 A사이드와 마찬가지로 Adya가, 작곡과 편곡은 URU가 도맡았다. Music@nifty로 이적한 뒤 발매한 첫 싱글로, 나카모리가 처음으로 디지털 다운로드 방식으로 배포한 첫 싱글이기도 하다.

## 수록곡
| #            | 제목                              | 작사         | 작곡         | 편곡         | 재생 시간 |
| ------------ | --------------------------------- | ------------ | ------------ | ------------ | --------- |
| 1.           | 〈〈It's brand new day〉〉        | Adya         | Adya         | URU          | 4:52      |
| 2.           | 〈〈Stay in love〉〉              | Adya         | URU          | URU          | 5:06      |
| 3.           | 〈〈It's brand new day〉(inst.)〉 |              |              |              | 4:51      |
| 4.           | 〈〈Stay in love〉(inst.)〉       |              |              |              | 5:07      |
| 총 재생 시간 | 총 재생 시간                      | 총 재생 시간 | 총 재생 시간 | 총 재생 시간 | 19:56     |